# Exobasidium kunmingense
Exobasidium kunmingense ist eine Pilzart der Familie der Nacktbasidienverwandten (Exobasidiaceae) aus der Ordnung Ustilaginomycotina. Sie ist ein Endoparasit von Lyonia ovalifolia. Symptome des Befalls durch den Pilz sind helle Flecken auf den Blättern der Wirtspflanze und auf der Blattunterseite hervortretendes Myzel. Das Verbreitungsgebiet der Art liegt in China.

## Merkmale

### Makroskopische Merkmale
Exobasidium kunmingense ist mit bloßem Auge zunächst nicht zu erkennen. Symptome des Befalls sind hypertrophische, helle Flecken auf den Blättern. Auf den Blattunterseiten tritt im Spätstadium des Befalls Myzel als weißer Filzteppich aus.

### Mikroskopische Merkmale
Das Myzel von Exobasidium kunmingense wächst wie bei allen Nacktbasidien interzellulär und bildet Saugfäden, die in das Speichergewebe des Wirtes wachsen. Der Pilz besitzt eine monomitische Hyphenstruktur aus rein generativen Hyphen ohne Schnallen. Die drei- bis sechssporigen, 4–6 µm breiten Basidien sind an der Basis einfach septiert. Sie wachsen direkt aus der Wirtsepidermis. Die Sporen sind hyalin, dünnwandig und 12–17 × 3–4 µm groß. Reif haben sie ein Septum, seltener drei. Konidien sind nicht vorhanden.

## Verbreitung
Das bekannte Verbreitungsgebiet von Exobasidum kunmingense umfasst nur die chinesische Typlokalität bei Zhelaocun in Luquan.

## Ökologie
Die Wirtspflanze von Exobasidium kunmingense ist Lyonia ovalifolia. Der Pilz ernährt sich von den im Speichergewebe der Pflanzen vorhandenen Nährstoffen, seine Basidien brechen später durch die Blattoberfläche und setzen Sporen frei. Diese keimen, nachdem sie auf geeignetes Substrat gefallen sind, zu Keimschläuchen, aus denen sich dann neues Myzel entwickelt. Die Art wurde in rund 2500 m Höhe gefunden.